# Ideaaltype
Een ideaaltype is een analytische vergelijkingsmaatstaf of niet-empirisch model van sociologische of historische verschijnselen. Het is een methodologisch hulpmiddel bij het beschrijven van maatschappelijke situaties. Het is volgens Max Weber een subjectieve abstractie waarbij de meest essentiële kenmerken worden benoemd om de essentie van een bepaald verschijnsel weer te geven. In werkelijkheid zal het ideaaltype nooit in deze pure vorm voorkomen, maar meerdere ideaaltypes combineren. Het is dus niet een ideale situatie in de zin dat dit de meest gewenste situatie voorstelt.
Een bekend voorbeeld van een indeling naar ideaaltypes zijn de ideaaltypes voor sociaal handelen, opgesteld door Max Weber:
- Doelgericht handelen
- Waarderationeel handelen
- Traditioneel handelen
- Affectief handelen